# ویاچسلاف یانوفسکی
ویاچسلاف یانوفسکی (روسی: Вячеслав Евгеньевич Яновский؛ زادهٔ ۲۴ اوت ۱۹۵۷) بوکسور بلاروس‌تبار اهل شوروی بود.